# North Riding Football League
La North Riding Football League es una liga de fútbol inglesa que fue fundada en 2017 por la fusión de la antigua Teeside Football Legue y Eskvale & Clevand Football League . La liga tiene cuatro divisiones: la Premier Division (que se encuentra en el nivel 11 del sistema de la ligas de fútbol de Inglaterra ), la Division One, la División Sub 19 y la División Femenina.

## Clubes actuales (2019-20)
| Club                  |
| --------------------- |
| Beads                 |
| Bedale AFC            |
| Boro Rangers          |
| Grangetown Boys Club  |
| Fishburn Park         |
| Kader Mens            |
| Thirsk Falcons        |
| Redcar Newmarket      |
| Redcar Town           |
| St Mary's 1947        |
| Staithes Athletic     |
| Stockton West End     |
| Stokesley Sports Club |
| Thornaby Dubliners    |
| Yarm & Eaglescliffe   |

| Club                       |
| -------------------------- |
| Great Ayton United Royals  |
| Loftus FC                  |
| Loftus Athletic            |
| Middlesbrough Rovers       |
| New Marske Lakes United    |
| Redcar Athletic Reserves   |
| Stokesley AFC              |
| Boro Rangers Reserves      |
| Lealholm                   |
| TS1 Tees Valley Tigers     |
| Whitby Fisherman's Society |

| Club                  |
| --------------------- |
| Beads                 |
| Bedale AFC            |
| Boro Rangers          |
| Grangetown Boys Club  |
| Fishburn Park         |
| Kader Mens            |
| Thirsk Falcons        |
| Redcar Newmarket      |
| Redcar Town           |
| St Mary's 1947        |
| Staithes Athletic     |
| Stockton West End     |
| Stokesley Sports Club |
| Thornaby Dubliners    |
| Yarm & Eaglescliffe   |

| Club                       |
| -------------------------- |
| Great Ayton United Royals  |
| Loftus FC                  |
| Loftus Athletic            |
| Middlesbrough Rovers       |
| New Marske Lakes United    |
| Redcar Athletic Reserves   |
| Stokesley AFC              |
| Boro Rangers Reserves      |
| Lealholm                   |
| TS1 Tees Valley Tigers     |
| Whitby Fisherman's Society |

## Campeones
| Temporada | Premier Division | Division One   |
| --------- | ---------------- | -------------- |
| 2017-18   | Boro Rangers     | Bedale         |
| 2018-19   | Boro Rangers     | Thirsk Falcons |

- Datos: Q55625440